# Boguczyzna
Boguczyzna – część wsi Lemierze w Polsce, położona w województwie świętokrzyskim, w powiecie ostrowieckim, w gminie Bałtów. Wchodzi w skład sołectwa Lemierze.
W latach 1975–1998 Boguczyzna administracyjnie należała do województwa kieleckiego.
Wierni Kościoła rzymskokatolickiego należą do parafii św. Rozalii w Podgórzu.